# 车林端多布 (札萨克图汗)
车林端多布（?—?），博尔济吉特氏，喀尔喀蒙古札萨克图汗部人。清朝蒙古王公，第十三代札萨克图汗。达延汗巴图蒙克、格哷森札札赉尔、诺颜泰哈坦巴图尔后裔，札萨克图汗瑪呢巴咱爾之子。
道光二十年（1840年），瑪呢巴咱爾去世，车林端多布袭爵为札萨克图汗兼多罗郡王。咸丰七年（1857年）六月初一庚戌朔。扎萨克图汗职衔多罗郡王车林敦多布、著加恩在乾清门行走。同治十二年（1873年）四月庚申，多罗贝勒锦丕勒多尔济患病，不能迎接哲布尊丹巴呼图克图之呼毕勒罕，改派扎萨克图汗车林端多布迎接哲布尊丹巴。光绪三年（1877年），其子多爾濟帕拉瑪即位。